# Rotterdam Ahoy
El Rotterdam Ahoy es un centro multipropósitos ubicado en Róterdam (Países Bajos), abierto originalmente en 1950, y que actualmente consta de tres edificios principales: un pabellón para ferias y eventos, un centro para conferencias y congresos y el estadio cubierto Ahoy Arena, que tiene una capacidad para 16 426 personas.
El arena ha sido utilizada principalmente para conciertos, entre las bandas que se han presentado en el recinto se encuentran: Armin Van Buuren, U2, Gloria Estefan, Mariah Carey, Lady Gaga, Green Day, Queen, Shakira, Britney Spears, Golden Earring, Roger Waters, Rush, Tina Turner, Janet Jackson, Shania Twain, Simple Minds, Destiny's Child, Bruce Springsteen, Kylie Minogue, Christina Aguilera y Within Temptation. Además se realizaron allí los MTV Europe Music Awards de 1997 y 2016, y el Festival de la Canción de Eurovisión Junior de 2007. En 2020, albergaría el Festival de la Canción de Eurovisión en el mes de mayo. Tras la cancelación de la edición de 2020 por el COVID-19, el estadio fue confirmado como sede del LXV Festival de Eurovisión en 2021.
Por otra parte, ha sido sede de competiciones deportivas tales como el Torneo de Róterdam de tenis, el Campeonato Europeo de Atletismo en Pista Cubierta de 1973, el Campeonato Mundial de Gimnasia Artística de 2010, el Campeonato del Mundo de Tenis de Mesa de 2011, el Campeonato Mundial de Ciclismo BMX de 2014 y el Campeonato Europeo de Voleibol Femenino de 2015. En 2013 albergó un espectáculo de lucha libre de WWE durante la Raw Wrestlemania Revenge Tour. En 2016 albergó el combate de artes marciales mixtas UFC Fight Night: Overeem vs. Arlovski. También acogió el primer campeonato europeo de Formación Profesional de WorldSkills Rotterdam Países Bajos en 2008. 
En cuanto a e-sports, en abril de 2016 albergó las finales del split de primavera de la LCS, la mayor liga de League of Legends a nivel europeo.